# Anna Timmerman

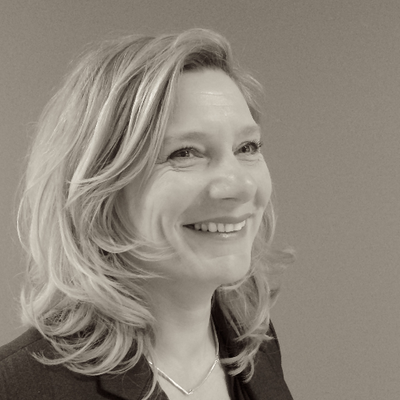
Anna Timmerman 2018 (rechtenvrij)

Anna Timmerman is een Nederlands vredesactiviste.

## Loopbaan
Timmerman studeerde geschiedenis aan de Universiteit van Amsterdam en richtte zich daarbij op de recente geschiedenis van het Midden-Oosten en Noord-Afrika. In 2001 ging zij voor de Nederlandse tak van internationale mensenrechteneducatie organisatie Humanity in Action werken als programmacoördinator. Van 2006 tot 2010 was ze hier directeur.
In 2009 richtte Timmerman de Nederlandse tak van Human Rights Watch op, waar ze tot augustus 2017 'Netherlands Director of Development and Outreach' was. Onder haar leiderschap opende Human Rights Watch een kantoor in Nederland lanceerde het een succesvol jaarlijks benefietgala. In samenwerking met De Balie initieerde Timmerman daarnaast het jaarlijkse Human Rights Weekend in Amsterdam. Van 2017 tot en met 2019 werkte Timmerman als consultant voor fondsen en goede doelen zoals Refugee Company en Lawyers for Lawyers.
Voor haar boek Machteloos? interviewde Timmerman in 2007 ooggetuigen van de Jodenvervolging over hun herinneringen aan de deportatie van stadgenoten, buren, vrienden, kennissen en geliefden. 
Van 2017 tot 2020 was Timmerman bestuursvoorzitter van Theater na de Dam, dat jaarlijks op 4 mei, aansluitend op de Nationale Herdenking, evenementen in theaters, musea of concertzalen organiseert op verschillende locaties in Nederland en het buitenland.
Op 1 januari 2020 werd Timmerman aangesteld tot algemeen directeur van Vredesorganisatie PAX (van 2006-2014 "IKV Pax Christi" genaamd). Zij volgde in die functie Jan Gruiters op. Op 1 september 2022 stopte ze met deze functie.